# Mimosa cordobensis
Mimosa cordobensis är en ärtväxtart som beskrevs av Ariza. Mimosa cordobensis ingår i släktet mimosor, och familjen ärtväxter. Inga underarter finns listade i Catalogue of Life.